# Общество церковной истории
Общество церковной истории (англ. Ecclesiastical History Society (EHS)) — британское научное историческое общество, основанное в 1961 году для стимулирования интереса и продвижения изучения всех областей истории христианской церкви посредством проводимых дважды в год конференций и публикаций. В число основателей входят К. В. Дагмор из Королевского колледжа Лондона, Дэвид Ноулз (первый президент) и Уильям Х. К. Френд. С тех пор EHS проводит ежегодные конференции по темам, предложенным сменявшими друг друга президентами.
В XIX веке уже существовало Общество церковной истории. История нынешнего общества, написанная Стеллой Флетчер, называется «Очень приятное общество» (англ. A Very Agreeable Society). Президентами EHS были как историки нонконформизма (в том числе Клайд Бинфилд, Джеффри Наттолл и У. Р. Уорд), так и католические историки (в том числе Имон Даффи и Билл Шейлс). Общество публикует журнал «Studies in Church History», в котором рассматриваются современные подходы к церковной истории, представленные на летней и зимней конференциях EHS. Членство делится на две категории: члены и феллоу. Общество церковной истории является зарегистрированной благотворительной организацией.
В число членов Общества церковной истории входят: Роуэн Уильямс, Изабель Риверс, Джанет Нельсон, Оуэн Чедвик, Генри Чедвик, Диармайд Маккалок, Джеффри Наттолл, Уолтер Ульманн, Алек Видлер, Имон Даффи, Уильям Френд и Аверил Кэмерон.

## Президенты
- 1961–63    Дэвид Ноулз[англ.][7]
- 1963–64     К. В. Дагмор[англ.]
- 1964–65     С. Л. Гринслейд
- 1965–66     Эрнест Ф. Джейкоб[англ.]
- 1966–68     Артур Джеффри Диккенс[англ.]
- 1968–69     Кристофер Н. Л. Брук[англ.]
- 1969–70     Уолтер Ульманн[англ.]
- 1970–71     У. Р. Уорд[англ.]
- 1971–72     Уильям Х. К. Френд[укр.]
- 1972–73     Джеффри Наттолл[англ.]
- 1973–74     Розалинд Хилл[англ.]
- 1974–75     Бэзил Холл
- 1975–76     Дональд Никол
- 1976–77     Дж. К. Кэмерон
- 1977–78     Джон Макманнерс[англ.]
- 1978–79     Роберт Маркус[англ.]
- 1979–80     Денис Хэй[англ.]
- 1980–81     Кейт Роббинс[англ.]
- 1981–82     Теренс Рейнджер[англ.]
- 1982–83     Кристофер Холдсворт
- 1983–84     Джеффри Элтон
- 1984–85     Генри Чедвик[англ.]
- 1985–86     Патрик Коллинсон[англ.]
- 1986–87     Майкл Уилкс
- 1987–88     Дж. А. Уотт
- 1988–89     Оуэн Чедвик
- 1989–90     Клэр Кросс
- 1990–91     Клайд Бинфилд
- 1991–92     Барри Добсон[англ.]
- 1992–93     Дэвид Лоудс[англ.]
- 1993–94     Джанет Нельсон[англ.]
- 1994–96     Дэвид М. Томпсон
- 1996–97     Энтони Флетчер[англ.]
- 1997–98     Стюарт Г. Холл
- 1998–99     Колин Моррис
- 1999–2000   Стюарт Мьюс
- 2000–01     Маргарет Астон[англ.]
- 2001–02     Генри Майр-Хартинг[англ.]
- 2002–03     Хью Маклеод
- 2003–04     Бренда Болтон
- 2004–05     Имон Даффи
- 2005–06     Аверил Кэмерон
- 2006–07     Дэвид Беббингтон[англ.]
- 2007–08     Роберт Суонсон[8]
- 2008–09     Билл Шейлс[англ.]
- 2009–10     Эндрю Лаут[англ.]
- 2010–11     Шеридан Гилли[англ.]
- 2011–12     Сара Фут[англ.]
- 2012–13     Александра Уолшем[англ.]
- 2013–14     Джон Вулф
- 2014–15     Фрэнсис Эндрюс[англ.][9]
- 2015–16     Саймон Дичфилд[англ.]
- 2016–17     Стюарт Браун[англ.]
- 2017–18     Морвенна Ладлоу[англ.][10]
- 2018–19     Розамонд Маккиттерик
- 2019–20     Алек Райри[англ.][11]